# 神鋼環境ソリューション
株式会社神鋼環境ソリューション（しんこうかんきょうソリューション、英: Kobelco Eco-Solutions Co.,Ltd.）は、日本の大手環境プラントメーカー企業。
神戸製鋼グループに属し、グループ内の環境事業を担っている。上下水道における水処理装置の製造・販売をはじめとして、ガス化溶融炉などのごみ焼却プラントなども手掛けている。
国外では、ベトナムやインドにも海外進出している。

## 概要
1954年（昭和29年）神戸製鋼所と米国ファウドラー社との合弁「神鋼ファウドラー株式会社」が前身。「神鋼パンテック株式会社」（1989年に社名変更）は、グラスライニング機器の生産で世界トップの技術を持ち、水処理を主軸に、排気ガスやポリ塩化ビフェニール（PCB）、ダイオキシン、産業廃棄物などの処理事業へ拡大。2003年（平成14年）神鋼の都市・環境事業部門を統合し「神鋼環境ソリューション」となった。
2022年（令和4年）4月に実施される東京証券取引所の新市場への移行に関し、流通株式比率においてスタンダード市場へ適合しないことなどから、神戸製鋼所は2021年（令和3年）8月5日に神鋼環境ソリューションを簡易株式交換により完全子会社化する事を発表。神鋼環境ソリューションは同年11月1日付で神戸製鋼所の完全子会社となった。
親会社が神戸製鋼所であるため神鋼グループに属する。神鋼グループの中核企業・神戸製鋼所と同様、みどり会の会員企業であり三和グループに属している。

### 業界に先駆ける戦略、技術力
神戸製鋼所の副社長（都市環境・エンジニアリングカンパニー執行社長）から神鋼パンテック代表取締役社長に就任し、今回の統合を手がけた平田泰章神鋼環境ソリューション初代社長は、業界に先駆けた再編戦略の一環として、水処理ビジネス、特に外国向けの海水淡水化や土壌浄化事業も推進。その売上目標を「5年後に連結売上高1000億円、経常利益80億円」と大きく掲げた。この目標を「神鋼の事情による統合」と批評した業界だったが、その2年後、鉄鋼や重工、造船など大手14社が全て環境事業の再編に乗り出し、戦略の先見の明が証明された。
2006年には、廃棄塩化ビニール樹脂を再原料化する工場を千葉県富津市に開設した。特殊な有機化合物溶剤を使い、塩ビだけを溶かすことで、「初期原料のバージン材と同等レベル」の高品質な純度ほぼ100%の塩ビを回収・再生できる日本初の工場（世界でもイタリアに続く2例目）として注目を集める。
また、2014年9月8日、バイオ燃料として有望視とされる単細胞生物ミドリムシを量産する新技術を確立したと発表。外部から有機物を与える「従属栄養培養」方式で、光合成培養と比べ、生産量が数百倍になり、「強い日光がなくても、どんな場所でも量産可能」といい、まず食料品向けに供給。2020年以降、ジェット燃料などのバイオ燃料としても販売する計画といい、環境事業以外でも技術力に定評がある。2013年、ベトナムのホーチミン市に隣接のロンアン省で水インフラ事業に参入。ロンアン省給水公社や神戸市、神戸すまいまちづくり公社、神戸市水道サービス公社と特別目的会社を設立したが、官民の連携で施設建設を含めた水インフラ事業の展開は、日本の地方自治体として初の試みとなっている。

## 事業所所在地

### 本社・支社・支店
- 本社 - 神戸市中央区脇浜町1丁目4-78
- 東京支社 - 東京都品川区西品川1丁目1-1
- 大阪支社 - 大阪市中央区備後町4丁目1-3
- 九州支社 - 福岡市博多区博多駅中央街1-1（新幹線博多ビル）
- 北海道支店 - 札幌市中央区北4条西5丁目1-3
- 東北支店 - 仙台市青葉区一番町1丁目2-25
- 名古屋支店 - 名古屋市中村区名駅2丁目27-8（名古屋プライムセントラルタワー）
- 北陸支店 - 福井県福井市日之出2丁目17-13

### 製造拠点
- 播磨製作所 - 兵庫県加古郡播磨町新島19
- 室蘭SD製造所 - 北海道室蘭市崎守町387-25

### 研究所
- 技術研究所 - 神戸市西区室谷1丁目1-4

## 事業部門・主な製品
- 水処理
- 廃棄物（バイオマス）
- 廃棄物処理・リサイクル
- 冷却塔
- プロセス関連機器
- 環境分析

## 沿革
- 1946年（昭和21年）11月 - 神戸製鋼所琺瑯部として発足。
- 1954年（昭和29年）6月 - 神戸製鋼所と米国フアウドラー社との技術提携・共同出資により、神戸製鋼所琺瑯部を分離独立し、神鋼フアウドラー株式会社を設立。
- 1957年（昭和32年）12月 - 水処理装置のビジネスに参入。
- 1962年（昭和37年）
  - 3月 - 冷却塔のビジネスに参入。
  - 11月 - 下水・有機処理装置のビジネスに参入。
- 1976年（昭和51年）7月 - 播磨工場竣工。
- 1989年（平成元年）10月 - 神鋼パンテック株式会社に社名変更。
- 1992年（平成2年）4月 - 播磨工場を播磨製作所に改称。神戸ハイテクパーク（神戸市西区）内に技術研究所を設立。
- 1994年（平成6年）8月 - 大阪証券取引所第二部に上場。
- 1999年（平成11年）
  - 1月 - PCB処理ビジネスに参入。
  - 4月 - 環境分析センターを設立。
- 2001年（平成13年）2月 - 新本社ビル竣工。
- 2003年（平成15年）10月1日 - 神戸製鋼所の環境ビジネス部門を統合し、社名を株式会社神鋼環境ソリューションに変更。
- 2005年（平成17年）
  - 6月 - 播磨製作所にて、PCB無害化処理施設向けSD供給事業を開始。
  - 12月 - 廃棄物管理型最終処分場の営業を開始。
- 2006年（平成18年）5月 - 千葉県富津市に、廃棄塩化ビニール樹脂の再原料化工場を開設[8]。

- 2009年（平成21年）4月 - ベトナム・ホーチミンに事務所を設立。
- 2010年（平成22年）
  - 1月 - ドイツに事務所を設立。
  - 10月 - 神戸市東灘処理場にて、下水道バイオガスの都市ガス管への注入を開始。
  - 11月15日 - ベトナム現地法人「コベルコ・エコソリューションズ・ベトナム」を設立[1]。
- 2011年（平成23年）
  - 2月28日 - インド合弁会社「ジンダル アイティーエフ コベルコ エコ リミテッド」を設立[2]。
  - 4月 - 「西秋川衛生組合」（東京都）から「流動式ガス化溶融炉」などを受注[12]。
  - 8月 - 芳賀地区広域行政事務組合（栃木県真岡市など）から広域ごみ処理施設の建設と運営を受注[13]
- 2012年（平成24年）3月 - インドのバンガロール市で水処理システムを受注。バンドー化学の自動車用ベルト生産工場向け[14]。
- 2013年（平成25年）
  - ベトナムのロンアン省で水インフラ事業に参入。ロンアン省給水公社や神戸市などと特別目的会社を設立[11]。
  - 7月 - 大証と東証の現物株市場統合に伴い、東証二部に上場。
  - 9月 - 岐阜羽島ごみ焼却施設において運転日報データ改ざんが発覚。
  - 10月 - 姫路市の汚泥処理場で排ガス濃度データ改ざんが発覚。
- 2018年（平成30年）3月 - 水処理薬剤の性能でデータ不正が発覚。
- 2021年（令和3年）
  - 10月28日 - 東証二部上場廃止[3]。
  - 11月1日 - 簡易株式交換により、神戸製鋼所の完全子会社となる。

## 関連会社・事業会社
- 神鋼環境メンテナンス
- 神鋼環境エルスタッフ
- イー・アール・シー高城
- 豊田環境サービス
- 加古川環境サービス
- たかお環境サービス
- 生駒環境サービス
- 芳賀環境サービス
- 福井グリーンパワー
- KOBELCO ECO-Solutions VIETNAM CO.,Ltd.
- ミカレア